# Unravel Two
Az Unravel a Coldwood Interactive által fejlesztett és az Electronic Arts által kiadott logikai platform videójáték. 2015. június 5-én jelentették be és 2016 februárjában adták ki PlayStation 4, Nintendo Switch, Xbox One és Windows platformokra. A játék középpontjában Yarny, egy kicsiny, fonalból készült antropomorf lény áll, akit a játékos irányíthat keresztül az akadályokon, a letekeredett fonal segítségével, melynek köszönhetően Yarny – és rajta keresztül a játékos is – képes különböző fejtörő feladatok, kirakósok elvégzésére, veszélyes élőlények elkerülésére és a nehézségek leküzdésére.

### Díjak
| Év   | Díj                                                   | Kategória                    | Eredmény | Jegyzet |
| ---- | ----------------------------------------------------- | ---------------------------- | -------- | ------- |
| 2018 | Titanium Awards                                       | Legjobb társas/családi játék | Jelölve  | [ 3 ]   |
| 2018 | Australian Games Awards                               | Az év családi/gyermekes címe | Jelölve  | [ 4 ]   |
| 2019 | D.I.C.E. Awards                                       | Az év családi játéka         | Elnyerte | [ 5 ]   |
| 2019 | National Academy of Video Game Trade Reviewers Awards | Játék, kirakó                | Jelölve  | [ 6 ]   |